# Giải bóng đá hạng nhất quốc gia Saint Lucia 2017
Giải bóng đá hạng nhất quốc gia Saint Lucia 2017 là mùa giải thứ 39 của giải bóng đá cao nhất tại Saint Lucia.
Có 7 đội tham gia giải đấu, với việc đương kim vô địch mùa trước Survivals FC không tham gia. Đội giành chức vô địch là Northern United All Stars.